# 필리프 2세 드 느베르 백작
필리프 드 부르고뉴(Philippe de Bourgogne, 1389년 10월 – 1415년 10월 25일)는 용담공 필리프와 마르그리트 3세 드 플랑드르의 막내 아들이다.

## 생애
그는 형제들인 용맹공 장, 앙투안 드 브라반트에게서 각각 느베르 백작, 레텔 백작 작위를 물려받았다.
그는 앙게랑 7세 드 쿠시의 딸 이자벨 드 쿠시(Isabelle de Coucy, 1411년 사망)와 1409년 4월 9일 수아송에서 결혼식을 올렸다. 그들은 두 명의 자녀를 두었다:
1. 필리프(Philippe, 1410년 – 1411/이후. 1415년)
2. 마르그리트(Marguerite, 1411년–1411/12년)

그는 외 백작 필리프 다르투아의 딸 본 다르투아와 1413년 6월 20일 보몽텅아르투아에서 재혼했다. 그들은 두 명의 자녀를 두었다:
1. 샤를 드 부르고뉴 (1414년–1464년)[3]
2. 장 드 부르고뉴 (1415년 이전 – 1491년)[3]

그는 또한 여러 정부들에게서 4명의 사생아들을 두었다.
1415년에 헨리 5세의 잉글랜드 침략에 직면한 프랑스 왕실군을 돕는 걸 거절하고 반대하던 입장이였던 그의 형인 장이 있음에도 불구하고, 필리프는 아쟁쿠르 전투에서 프랑스군에 참가했었으며, 그와 그의 형제인 앙투안은 그 전투에서 전사했다. 그의 자리는 그의 아들 샤를이 계승했다.

## 참고 서적
- Vaughan, Richard (2009). 《Philip the Bold》. The Boydell Press.
- Vaughan, Richard (2010). 《Philip the Good》. The Boydell Press.

| 필리프 2세 드 느베르 백작 발루아부르고뉴 가 발루아 가의 방계 가문출생: 1389년 10월 사망: 1415년 10월 25일 |                           |               |
| 이전 용담공 필리프                                                                                        | 느베르 백작 1405년–1415년 | 이후 샤를 1세 |
| 이전 앙투안                                                                                               | 레델 백작 1407년–1415년   | 이후 샤를 1세 |